# Carlo Sernicola (religioso)
Carlo Sernicola, al secolo Domenico (Napoli, 21 febbraio 1659 – Napoli, 27 agosto 1721), è stato un teologo, poeta e oratore italiano, appartenente all'ordine carmelitano.

## Biografia
Domenico Sernicola nacque da Carlo, medico, e da Giovanna Reale, oriundi ambedue del paese di Capograssi, nel Cilento.
Vestì l'abito carmelitano a quindici anni (7 aprile 1674) nel convento del Carmine Maggiore di Napoli, dove, terminato l'anno del noviziato, fece la solenne professione (10 aprile 1675). In questa occasione assunse il nome di Carlo.
Studiò scienze filosofiche e teologiche, di cui divenne poi maestro. Non ancora sacerdote, fu istituito lettore di Filosofia nello stesso convento di Napoli. A 27 anni si laureò in Teologia (1686).
Passò quindi da Napoli in Toscana ad insegnare Teologia, prima a Siena e poi a Firenze: qui si guadagnò la benevolenza del cardinale Giuseppe Archinto, nunzio pontificio, e dell'arcivescovo Jacopo Antonio Morigia, nonché la protezione del granduca di Toscana Cosimo III de' Medici e di suo figlio, il principe Giovan Gastone, e del cardinale Francesco Maria de' Medici, del quale fu teologo.
Il principe Filippo Guglielmo, conte palatino, lo raccomandò al viceré del Regno di Napoli Francisco de Benavides, conte di Santo Stefano, affinché lo nominasse al priorato del Real Convento del Carmine Maggiore (1691).
Lasciata dunque Firenze tornò a Napoli nel suo convento, che governò per tre anni da priore e commissario generale, come anche soprintendente delle sue grancie; nel frattempo fu annoverato tra i teologi del Sacro Collegio napoletano, di cui fu poi Decano.
Passò quindi a occupare varie altre cariche e uffici, cioè di Visitatore e Commissario generale del convento di Santa Maria del Buon Successo, detto comunemente di Santa Teresa della Nazione Spagnola, di Prefetto degli Studi del Carmine di Napoli, per più anni; nel 1712 fu eletto Provinciale della Provincia di Napoli e Basilicata e dopo di questo Provinciale titolare di Boemia e poi di Terra Santa.
Morì mentre esercitava la Prefettura degli Studi nel Convento di Napoli, dove fu sepolto.

## L'opera letteraria

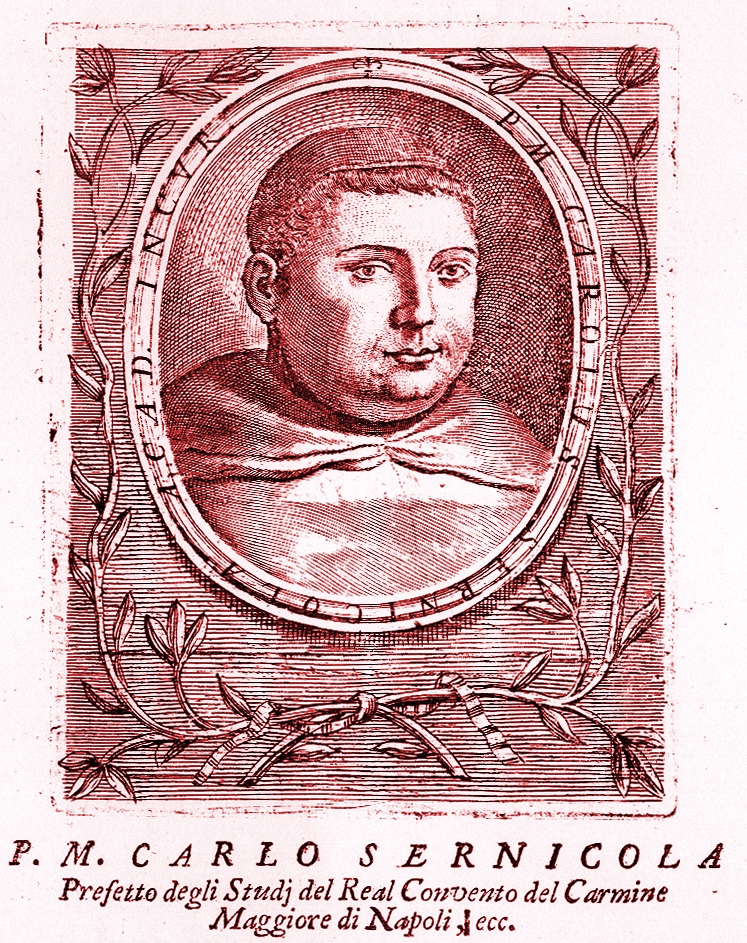
Ritratto di Carlo Sernicola pubblicato negli Elogi Accademici di Giacinto Gimma

Carlo Sernicola ha lasciato 23 opere a stampa pubblicate tra il 1682 e il 1720:
- poesie nello stile dell'Arcadia (Poesie varie, Fiori poetici, Il Parnasso teologico, Il Carmelo poetico, Sonetti),
- opere sacre drammatiche (Lo scovrimento delle saggie pazzie, La fuga occultata dal cielo in Santa Eufrosina vergine carmelitana, Il Garino, La Verità premiata),
- prediche e panegirici.

Fu socio di varie Accademie, come quella dei Pellegrini di Roma, dei Pigri di Bari e degli Spensierati di Rossano.

## Opere
- 1. Fiori poetici, ripartiti in tre mazzetti sacri, morali e encomiastici, dedicati al rev.mo p.m. Angelo Monsignani, generale de' carmelitani, Napoli (Girolamo Fasulo) 1682
- 2. Il nuovo Paolo, panegirico sacro per il beato Franco Sanese carmelitano, dedicato al rev.mo p.m. Paolo da Sant'Ignazio, generale de' carmelitani, Firenze (Vicenzo Vangelisti) 1686
- 3. Stellario poetico per l'immacolata concezione di Maria, dedicato a monsignor Giuseppe Archinto, nunzio pontifizio presso il granduca di Toscana, Firenze (Vicenzo Vangelisti) 1686
- 4. Lo scovrimento delle saggie pazzie, opera sacra drammatica di santa Maria Maddalena de' Pazzi (prologo e tre atti), dedicata a sua altezza serenissima il cardinal Francesco de' Medici, Firenze (Vicenzo Vangelisti) 1686, poi Napoli (Camillo Cavallo) 1694
- 5. Il Parnasso teologico, dedicato al serenissimo principe cardinal Francesco Maria Medici, Firenze (Vicenzo Vangelisti) 1688, poi Napoli (Gio. Francesco Paci) 1698
- 6. Il carmelo poetico, dedicato al serenissimo principe di Toscana don Gian Gastone de' Medici, Firenze (Vicenzo Vangelisti) 1688, poi Napoli (Gio. Francesco Paci) 1698
- 7. Poesie, dedicate al serenissimo principe Filippo Guglielmo, conte palatino, Firenze (Vicenzo Vangelisti) 1690
- 8. La fuga occultata dal cielo in sant'Eufrosina vergine carmelitana, opera sacra dedicata al rev.mo p.m. Carlo Filiberto Barberi, generale de' carmelitani, Napoli (Gramignani) 1692, poi Napoli 1700
- 9. La morte abbattuta, orazione in morte della s.c.m. di Marianna d’Austria regina madre delle Spagne, dedicata a don Luigi Della Cerda, duca di Medina Coeli, viceré di Napoli, Napoli (Gio. Francesco Paci) 1697
- 10. Poesie varie, dedicate a don Luigi Della Cerda, duca di Medina Coeli, viceré di Napoli, Napoli (Gio. Francesco Paci) 1698
- 11. Ossequi poetici, dedicati a donna Aurora Sanseverino e don Nicola d’Aragona, duchi di Laurenzana, Napoli (Michele Muzio) 1700
- 12. Tributi poetici, dedicati alle auguste maestà di Filippo V, re delle Spagne e di Luiggi XIV, re della Francia, Napoli (Gramignani) 1702
- 13. Applausi di Partenope, dedicati a don Emanuele Fernandes Pacecco, conte di Santo Stefano, viceré di Napoli, Napoli (Carlo Troise) 1703
- 14. Poetiche dimostranze, dedicate al cardinal Francesco Pignatelli, arcivescovo di Napoli, Napoli (Carlo Troise) 1704
- 15. Il Garino, overo Il trionfo della divina misericordia, opera tragisacra dedicata all'ill.mo e eccell.mo signor don Marcello Mastrilli, duca di Marigliano, conte Della Rocca, Napoli (Felice Mosca) 1705
- 16. Panegirici sagri, tomo I, dedicati a don Bartolomeo Sambiasi, principe di Campagna, Napoli (Felice Mosca) 1705
- 17. La verità premiata, overo Il divoto dell'angelo custode, opera tragisacra dedicata all'ill.mo signor don Antonio Turboli, marchese di Pieschici, Napoli (Domenico Antonio Parrino) 1709
- 18. Politiche sacre per lo buon governo de' sudditi, prediche per gli mercoledì, venerdì e domeniche della Quaresima, dedicate al p.m. Pier Tommaso Sanchez, generale de' carmelitani, Napoli (Domenico Antonio Parrino) 1710
- 19. Rime in lode di Carlo VI imperadore de' Romani, dedicate a don Marino Caracciolo, principe di Avellino, Napoli (Michele Muzio) 1711
- 20. Prediche dell'avvento del Signore, dedicate all'altezza serenissima del principe di Toscana, don Gian Gastone de' Medici, Napoli (Bernardo-Michele Raillard) 1712
- 21. Panegirici sacri, tomo II, dedicati a don Innico III de Guevara, duca di Bovino, Napoli (Domenico Parrino) 1714
- 22. Componimenti poetici per la nascita dell'augustissimo Leopoldo arciduca d’Austria, dedicati a monsignor Vicenzo Vidania, cappellano maggiore, Napoli (Domenico Antonio Parrino) 1716
- 23. Sonetti, dedicati a don Tiberio Caraffa, principe di Chiofano, Napoli (Domenico Raillard) 1720
- 24. Panegirici sacri, tomo III (inedito)